# Салтанов, Иван Осипович
Ива́н О́сипович Салта́нов (1764—1809) — русский контр-адмирал, начальник Средиземноморской эскадры.

## Биография
Происходил из дворян Тихвинского уезда Новгородской губернии, родился в 1764 году.
В 1774 году был отдан в Морской корпус. Воспитываясь в Морском корпусе в самую неблагоприятную эпоху для этого учреждения, Салтанов, тем не менее, впоследствии занял одно из почётных мест среди славных имен морских офицеров.
1 мая 1784 года произведённый из гардемаринов Морского кадетского корпуса в мичманы, Салтанов немедленно поступил на корабль «Иезекииль» и, под командой капитана Тета, совершил плавание от Кронштадта до Копенгагена и обратно; следующие три года он провёл в непрерывных плаваниях сначала на транспортном судне, а потом на фрегате «Полярная Звезда», из Кронштадта в Архангельск и обратно. Его опытность и распорядительность в плаваниях скоро доставили ему чин лейтенанта.
В 1789 году Салтанов крейсировал в Финском заливе и участвовал 9 сентября в деле со шведскими батареями и гребными судами из Борезунда, а летом следующего года участвовал в сражении со шведским гребным флотом, прорвавшимся из Выборгского залива. Во время этой кампании он состоял под главным начальством вице-адмирала принца Нассау-Зигена, обнаружившего здесь немало бестактности и нераспорядительности.
По окончании кампании Салтанов ещё несколько раз ходил из Кронштадта в Архангельск и обратно. В конце сентября 1793 года Салтанов отправили волонтером в английский флот для усовершенствования в военно-морской практике; с английским флотом он ходил к североамериканским берегам и потом к берегам Франции, причём в 1796 году получил чин капитан-лейтенанта.
В марте 1798 года он возвратился в Россию, и, благодаря весьма лестным отзывам о нём британского морского начальства, был награждён, не в очередь, чином напитана 2-го ранга. По возвращении из Англии, Салтанов немедленно был командирован на Днепровский лиман, на Глубокую пристань, для принятия начальства над новопостроенным 74-пушечным кораблем «Святой Михаил».
Приняв начальство над кораблем, он, под предводительством адмирала Ушакова, отправился к острову Корфу, который и оберегал при упорном сопротивлении со стороны французов. Перед началом борьбы Франции против Австрии и Англии Салтанов в своих действиях против французов у Анконских берегов и в Генуэзском заливе (в начале 1800 года) проявил выдающиеся таланты, и по возвращении, в декабре 1800 года, в Севастополь был награждён за эту кампанию командорским крестом ордена св. Иоанна Иерусалимского.
Назначенный в 1801 году командиром 74-пушечного корабля «Святая Параскева» и произведённый в капитаны 1-го ранга, Салтанов крейсировал с ним все лето около южных и западных берегов Крыма, до Одессы, и, возвратившись в Севастополь, пробыл там до 1804 года, когда ему повелено было с «Параскевой» отправиться опять к Корфу, а затем крейсировать между Неаполем и Мальтой. 26 ноября 1803 года Салтанов был награждён орденом св. Георгия 4-й степени (№ 1528 по кавалерскому списку Григоровича — Степанова).
Осенью 1805 года, перед первым разрывом императора Александра I с Наполеоном и после победы над австро-русской соединённой армией при Аустерлице, Салтанов непрерывно участвовал в военных действиях против французов, занимавших крепости Старая и Новая Рагуза. Осенью 1805 года сардинский король Виктор Эммануил I, доверившись распорядительности Салтанова, бежал в Сицилию на его корабле «Параскева». Корабль «Святая Параскева» ходил с главными силами адмирала Сенявина к берегам Сицилии и оттуда обратно к Корфу, где русский флот оставался до сдачи Ионических островов, по условиям Тильзитского мира, французам.
После Тильзитского мира Салтанов получил приказание все корабли и суда черноморские и мелкие балтийские отвести в Севастополь; но вскоре последовавший разрыв с Англией и неудачные переговоры с Турцией о мире, воевавшей с ноября 1806 года против России, помешали Салтанову стянуть корабли и суда в назначенное место. За уходом адмирала Сенявина начальствование над всеми морскими средиземными силами предоставлено было Салтанову, причём он был произведён в капитан-командоры; все ненадёжные к плаванию корабли и суда были оставлены им в Корфу, а сам он, оставив корфинский рейд и избегнув столкновения с англичанами, прибыл в Триест. Там он проявил незаурядные дипломатические способности, уклоняясь от нескольких упорных попыток французов заставить русских воевать вместе с ними против англичан на Средиземном море.
8 января 1809 года император Александр I произвёл Салтанова в контр-адмиралы, но он не успел принять этот чин, поскольку скончался 26 января. Похороны его в Триесте, по описанию современника, отличались редкой пышностью: все австрийские войска, находившиеся в Триесте, под командой бригадира, были при похоронной процессии. В Венеции даже появились в печати стихи на русском языке, сочиненные на смерть капитан-командора Салтанова. По отзывам современников, Салтанов, в полном смысле слова, был отец-командир: он знал поименно всех матросов своей команды, и ни одно действие последних не оставалось без похвалы или замечания. Дисциплина и законная строгость в отношении к своим подчиненным соединялась у него всегда с уважением к личности; гуманное обращение с матросами и требовательность в исполнении обязанностей, одинаковая как по отношению к самому себе, так к офицерам и матросам, — высоко ставили личность Салтанова среди моряков. Телесные наказания были совершенно изгнаны на его корабле. «Чтобы побеждать, — говорил часто Салтанов, — надо уметь готовиться к победе!» И действительно, по отзывам моряков, можно было удивляться той быстроте, поспешности и энергии, с какой выполнялись матросами и всеми его подчиненными его приказания.